# Гегенбанде
Гегенбанде (нем. Gegenbande — против банд, словен. Protibande) — добровольческие антипартизанские военизированные формирования, действовавшие на территории Словении во Второй мировой войне.

## История
В июле 1941 года в оккупированной Словенской Горной Краине немцы образовали коллаборационистскую военную организацию «Верманшафт» (нем. Wehrmannschaft), целью которой было подавление партизанской деятельности при поддержке немецкой полиции. Однако большинство её членов вскоре сбежали к партизанам, став сражаться на их стороне. Оккупационная власть решила подготовить специально обученные антипартизанские отряды.
С лета 1942 года стали формироваться так называемые отряды Гегенбанде, состоявшие в основном из бывших партизан (дезертиров) и уголовников. Отряды подчинялись гестапо, численность не всегда была одинаковой. Они носили немецкую полицейскую униформу, однако чаще переодевались в гражданское, чтобы внешне их нельзя было отличить от партизан. Они изучали подробно партизанскую тактику, сотрудничали с немецкой полицией, жандармерией и иными подразделениями, отвечавшими за безопасность, а иногда и действовали независимо. Зарплата одного такого члена Гегенбанде составляла от 150 до 180 рейхсмарок, за каждого арестованного партизана солдаты получали по 100 марок. Обучение проводилось в местечке Брезе.
Изначально Гегенбанде играли роль разведчиков и проводников, но затем перешли к более активной службе. Дезертиры играли большую роль в деятельности Гегенбанде, поскольку лучше других знали структуру партизанского движения и их тактику. Дезертиры же и сражались особенно яростно, поскольку в случае пленения их могли казнить. Вне боёв Гегенбанде занимались патрулированием и курьерской службой.
В конце 1942 года существовали подразделения численностью 400 человек, которые прошли обучение в Кршко. Первый отряд стал действовать в ноябре 1942 года в горах Караванкен на границе с Австрией. Позднее в его зону влияния вошла вся Горная Крайна. Крупнейшими отрядами были:
- Гегенбанде «Людвиг» (Крань)
- Гегенбанде «Филип» (Радовлица)
- Гегенбанде «Мартин» (Камник)
- Гегенбанде «Стефан»
- Гегенбанде «Люкс»

Гегенбанде были распущены в конце 1943 года после образования Гореньской самообороны.